# Distrito electoral 32 (condado de Monroe, Illinois)
El distrito electoral de 32 (en inglés: Precinct 32) es un distrito electoral ubicado en el condado de Monroe en el estado estadounidense de Illinois. En el Censo de 2010 tenía una población de 624 habitantes y una densidad poblacional de 1.720,91 personas por km².

## Geografía
Según la Oficina del Censo de los Estados Unidos, tiene una superficie total de 0.36 km², de la cual 0.36 km² corresponden a tierra firme y (0%) 0 km² es agua.

## Demografía
Según el censo de 2010, había 624 personas residiendo en el distrito electoral de 32. La densidad de población era de 1.720,91 hab./km². De los 624 habitantes, el distrito electoral de 32 estaba compuesto por el 99.04% blancos, el 0.16% eran afroamericanos, el 0.48% eran amerindios, el 0.16% eran asiáticos, el 0% eran isleños del Pacífico, el 0% eran de otras razas y el 0.16% pertenecían a dos o más razas. Del total de la población el 1.28% eran hispanos o latinos de cualquier raza.